# Борщ (гурт)
Борщ — український музичний гурт, що грає в стилі панк-рок та джаз-гопак[джерело?].
За назву влучно взяте слово, яке стереотипно асоціюється зі смачною стравою, українською, простою, але водночас із такою, що містить велику кількість інгредієнтів та має багато варіантів приготування. На початку створення гурту Піпа та Здоренко думали використати як назву перші склади своїх прізвищ.
Піпа і Здоренко були засновниками гурту Воплі Відоплясова і входили до його першого складу.

## Склад
- Здоренко Юрій (гітара, вокал)
- Зюбін Вадим (ударні)
- Піпа Олександр (бас-гітара)

## Альбоми
- 2003 — Single (сингл)
- 2004 — Padlo
- 2006 — Борщ vs DVS «Far Away»
- 2006 — Parazita Kusok

## Кліпи
- Риголєтто
- П'яна свиня
- Бабло
- Лесные робинзоны
- Міліція
- Аудіо-Відео